# Catsina (estado)
Catsina (Katsina) é um estado do norte da Nigéria, cuja capital é a cidade de mesmo nome, Catsina. A população em 2012 era de 7.008.495 habitantes, numa área de 24.192 km². Seu governador é Dikko Umar Radda, um membro do Congresso de Todos os Progressistas (APC). Em 1987, o estado de Catsina foi formado de parte do estado Kaduna.

## Demografia
O estado é na maior parte muçulmano, e os hauçás (por vezes agrupados com os fulas como hauçá-fulas) são o maior grupo étnico.

## Áreas de governo local
Das 774 Áreas de governo local na Nigéria, 34 são no estado Catsina. São elas:
| - Bakori - Batagarawa - Batsari - Baure - Bindawa - Charanchi - Dan-Musa - Dandume - Danja | - Daura - Dutsi - Dutsin-Ma - Faskari - Funtua - Ingawa - Jibia - Kafur | - Kaita - Kankara - Kankia - Catsina - Kurfi - Kusada - Mai'Adua - Malumfashi - Mani | - Mashi - Matazu - Musawa - Rimi - Sabuwa - Safana - Sandamu - Zango |

## Pessoas do estado de Catsina
- Muhammed Bello, Sultão de Socoto
- Mohammed Bello, ex-Chefe do Supremo Tribunal de Justiça
- Muhammadu Buhari, ex-líder militar
- Amina Lawal, mulher condenada à morte por dar à luz um filho fora do casamento (a sentença foi anulada)
- Aliyu Musa, membro da Câmara dos Representantes para a Bindawa/Mani seção eleitoral
- Shehu Musa Yar'Adua, político e major general
- Umaru Yar'Adua, Presidente e ex-governador, irmão de Shehu
- Hamza Rafindadi Zayyad, ex-chefe do Comité Técnico da Privatização e Comercialização